# Castelo de Xinquer

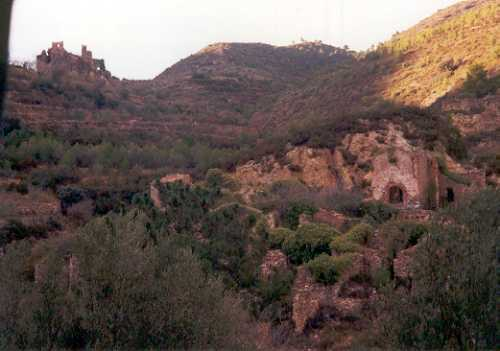
Castelo de Xinquer, Espanha.

O Castelo de Xinquer localiza-se no município de Alcudia de Veo, província de Castellón, na comunidade autónoma da Comunidade Valenciana, na Espanha.
Ergue-se em posição dominante numa elevação rochosa sobre o casario abandonado de Xinquer.

## História
A julgar pela tipologia e materiais de construção, o castelo será de origem muçulmana ainda que não se disponham de fontes documentais sobre a sua periodização ou evolução. Dada a sua localização, terá tido função de defesa da região.
Actualmente encontra-se em ruínas, em precário estado de conservação, podendo ser observados restos de muralhas e de duas torres.